# Stephan Keppler
Stephan Keppler (Monaco di Baviera, 1º febbraio 1983) è un ex sciatore alpino tedesco specialista delle prove veloci.

## Biografia

### Stagioni 1999-2009
Stephan Keppler disputò la sua prima gara FIS, uno slalom speciale, il 12 dicembre 1998 a Feldberg giungendo 29º; esordì in Coppa Europa il 17 gennaio 2001 ad Altenmarkt-Zauchensee in discesa libera (78º) e in Coppa del Mondo il 22 febbraio 2003 sul tracciato di Garmisch-Partenkirchen piazzandosi 38º nella medesima specialità.
Sempre in discesa libera in Coppa Europa conquistò il primo podio il 9 gennaio 2005 a Bad Kleinkirchheim (3º) e la prima vittoria il 1º febbraio 2006 a Veysonnaz. Debuttò ai Campionati mondiali a Åre 2007, dove fu 37º nel supergigante e non completò discesa libera e slalom gigante. Nel 2009 si aggiudicò la sua seconda e ultima vittoria in Coppa Europa, nella discesa libera di Wengen del 10 gennaio, e partecipò ai Mondiali di Val-d'Isère, classificandosi 15º nella discesa libera, 24º nel supergigante e 20º nella supercombinata. Il 10 marzo dello stesso anno ottenne a Crans-Montana il suo ultimo podio in Coppa Europa, chiudendo 2º in discesa libera.

### Stagioni 2010-2014
Ai XXI Giochi olimpici invernali di Vancouver 2010, sua unica presenza olimpica, Keppler si piazzò 24° sia nella discesa libera sia nella supercombinata e non completò il supergigante. Il 17 dicembre 2010 salì per l'unica volta in carriera sul podio di una gara di Coppa del Mondo giungendo 2º in supergigante, alle spalle dell'austriaco Michael Walchhofer, sulla Saslong in Val Gardena. Il 15 gennaio 2011, dopo una caduta nella discesa libera di Wengen, si ruppe i legamenti del ginocchio sinistro e chiuse così in anticipo la stagione, saltando anche i Mondiali di Garmisch-Partenkirchen.
Ai Mondiali di Schladming 2013, sua ultima presenza iridata, si classificò 24º nella discesa libera e 33º nel supergigante; si ritirò in occasione del supergigante di Coppa del Mondo disputato a Lillehammer Kvitfjell il 2 marzo 2014, che chiuse al 42º posto.

## Palmarès

### Coppa del Mondo
- Miglior piazzamento in classifica generale: 53º nel 2011
- 1 podio (in supergigante):
  - 1 secondo posto

#### Coppa del Mondo - gare a squadre
- 1 podio:
  - 1 vittoria

### Coppa Europa
- Miglior piazzamento in classifica generale: 22º nel 2006
- 5 podi:
  - 2 vittorie
  - 2 secondi posti
  - 1 terzo posto

#### Coppa Europa - vittorie
| Data             | Località  | Paese    | Specialità |
| ---------------- | --------- | -------- | ---------- |
| 1º febbraio 2006 | Veysonnaz | Svizzera | DH         |
| 10 gennaio 2009  | Wengen    | Svizzera | DH         |

Legenda:

DH = discesa libera

### South American Cup
- Miglior piazzamento in classifica generale: 18º nel 2008 e nel 2011
- 2 podi:
  - 1 secondo posto
  - 1 terzo posto

### Campionati tedeschi
- 11 medaglie[2]:
  - 4 ori (discesa libera, supergigante nel 2006; supergigante nel 2007; supercombinata nel 2010)
  - 3 argenti (discesa libera nel 2007; discesa libera, supergigante nel 2011)
  - 4 bronzi (supergigante nel 2003; supercombinata nel 2009; discesa libera nel 2010; discesa libera nel 2013)